# Iglesia de San Lorenzo (Lérida)
La iglesia de San Lorenzo es un templo católico de estilo románico, pero con ampliaciones y acabamientos góticos, ubicado en la ciudad catalana de Lérida.
Es la segunda en importancia de la ciudad después de La Seu Vella.
Tiene tres naves de la misma altura, con tres ábsides. La nave central, de estilo románico, es la más antigua. Las otras dos naves son de estilo gótico. La construcción se inició a finales del siglo XII mediante los escultores y artesanos que trabajaban con Pere de Coma, maestro de La Seu Vella. Las capillas laterales y el campanario octogonal - del siglo XV - son de estilo gótico. El edificio conserva cuatro importantes retablo góticos, el más grande dedicado a San Lorenzo, el de Santa Ursula (atribuido a Jaume Cascalls), el de San Pedro y el de Santa Lucía. A la puerta gótica de la plaza de San Jose son visibles los blasones de Berenguer de Gallart. La iglesia, sede catedralicia en dos ocasiones, contiene diferentes piezas de arte pertenecientes al Museo Diocesano de Lérida.
Se destaca la escultura de la Madre de Dios de los Apóstoles o Verge dels Fillols del escultor Bartomeu de Robió, procedente de La Seu Vella y un cuadro gótico del siglo XV, Santa María de la Candelera, atribuido al pintor Mateu Ferrer y que representa a San Blas. En el año 2002 se llevó a cabo la restauración del campanario que ha recuperado su belleza gracias a la reproducción artesanal de los calaitos de la barandilla y de las gárgolas originales.